# Maurkice Pouncey
LaShawn Maurkice Pouncey (Ardmore, 24 luglio 1989) è un ex giocatore di football americano statunitense che hs militato nel ruolo di centro per tutta la carriera con i Pittsburgh Steelers della National Football League. Fu scelto nel corso del primo giro del Draft NFL 2010. Al college ha giocato a football a Florida.
Pouncey è il gemello identico di Mike Pouncey, scelto dai Miami Dolphins come 15º assoluto nel Draft NFL 2011.

## Carriera professionistica

### Pittsburgh Steelers
Al draft NFL 2010 Pouncey fu selezionato come 18ª scelta assoluta dai Pittsburgh Steelers. Debuttò nella NFL il 12 settembre 2010 contro gli Atlanta Falcons indossando la maglia numero 53. Disputò una stagione di alto livello fino ad arrivare al Super Bowl, non potendo però prendervi parte però a causa di un infortunio alla caviglia. A fine anno giunse terzo nella votazione di rookie offensivo dell'anno della NFL ottenendo 2 voti sui 50 disponibili del premio attribuito dall'Associated Press.
Nell'anno successivo disputò 14 partite tutte da titolare ed è stato convocato per la seconda volta al Pro Bowl. A fine stagione fu votato al 49º posto nella NFL Top 100, l'annuale classifica dei migliori cento giocatori della stagione.
Il 26 dicembre 2012, Maurkice fu convocato per il terzo Pro Bowl in carriera. Nel gennaio 2013 l'Associated Press lo ha inserì nel Second-team All-Pro mentre The Sporting News lo votò nel First-team.
Nella prima gara della stagione 2013 contro i Tennessee Titans, Pouncey si ruppe il legamento anteriore e il legamento mediale del ginocchio destro, infortunio che lo costrinse a saltare il resto della stagione. Tornato in campo l'anno successivo, a fine stagione fu convocato per il quarto Pro Bowl in carriera e inserito nel First-team All-Pro. Fu inoltre inserito all'83º posto nella NFL Top 100, la classifica dei migliori cento giocatori della stagione
Nel 2016, Pouncey fu convocato per il quinto Pro Bowl in carriera.
Il 7 marzo 2019, Pouncey firmò un'estensione triennale del valore di 33 milioni di dollari con gli Steelers fino al, rendendolo il centro più pagato della NFL. Il 14 novembre 2019, durante la gara del giovedì contro i Cleveland Browns nella settimana 11, Pouncey fu coinvolto in una rissa dopo che Myles Garrett colpì Mason Rudolph alla testa con un casco. Pouncey rispose tirando pugni e calci a Garrett, venendo espulsi entrambi. Il giorno successivo fu sospeso dalla lega per tre partite. A fine stagione fu convocato per il suo ottavo Pro Bowl.
Il 12 febbraio 2021 Pouncey annunciò il ritiro assieme al fratello.

## Palmarès
- Convocazioni al Pro Bowl: 9

2010, 2011, 2012, 2014, 2016, 2017, 2018, 2019, 2020
- First-team All-Pro: 3

2011, 2012, 2014
- Second-team All-Pro: 2

2010, 2018
- PFWA All-Rookie Team - 2010
- Formazione ideale della NFL degli anni 2010